# Sara Maria Franch-Mærkedahl
Sara Maria Franch-Mærkedahl er en dansk vejrvært på Go' Morgen Danmark. I 2014 vandt hun den 11. sæson af Vild med dans, sammen med dansepartneren Silas Holst.
Hun har arbejdet som model, i reklamefilm og i tøjbranchen.

## Privat
Franch-Mærkedahls far er en tidligere cirkusartist. Privat har hun sammen med sin eksmand Bo to døtre.
Parret blev skilt i 2015.
Sara Maria danner nu par med Nikolaj Kopernikus.